# 150 Eskadra IAF
150 Eskadra – eskadra rakietowa Sił Powietrznych Izraela, bazująca w Sedot Micha w Izraelu.
Prawdopodobnie jednostka dysponuje głowicami jądrowymi, które mogą być przenoszone przez rakiety balistyczne Jerycho-1, Jerycho-2 i Jerycho-3.